# Janetschekbrya
Genre
Janetschekbrya est un genre de collemboles de la famille des Entomobryidae.

## Distribution
Les espèces de ce genre se rencontrent en Asie.

## Liste des espèces
Selon Checklist of the Collembola of the World (version du 13 septembre 2019) :
- Janetschekbrya brahamides (Denis, 1936)
- Janetschekbrya himalica Yosii, 1971

## Publication originale
- Yosii, 1971 : Collembola of Khumbu Himal. Ergebn Forsch Unternehmens Nepal Himalaya, vol. 4, p. 80-130